# Акира Нишино
Акира Нишино (на японски: 西野 朗) е японски футболист.

## Национален отбор
Записал е и 12 мача за националния отбор на Япония.
| Япония | Япония | Япония |
| Година | Мачове | Голове |
| ------ | ------ | ------ |
| 1977   | 4      | 0      |
| 1978   | 8      | 1      |
| Общо   | 12     | 1      |